# Badminton-Südamerikameisterschaft 2013
Die Badminton-Südamerikameisterschaft 2013 fand vom 9. bis zum 13. Dezember 2013 in Temuco in Chile statt.

## Sieger und Platzierte
| Disziplin    | Gold                               | Silber                        | Bronze                             |
| ------------ | ---------------------------------- | ----------------------------- | ---------------------------------- |
| Herreneinzel | Andrés Corpancho                   | Cristian Araya                | Pablo Macagno                      |
| Herreneinzel | Andrés Corpancho                   | Cristian Araya                | Iván León                          |
| Dameneinzel  | Camila Duany                       | Camila Garcia                 | Daniela Macías                     |
| Dameneinzel  | Camila Duany                       | Camila Garcia                 | Chou Ting Ting                     |
| Herrendoppel | Andrés Corpancho Sebastián Macias  | Pedro Chen Gabriel Gandara    | Iván León Esteban Mujica           |
| Herrendoppel | Andrés Corpancho Sebastián Macias  | Pedro Chen Gabriel Gandara    | Tomas Thouyaret Martin Trejo       |
| Damendoppel  | Katherine Winder Luz María Zornoza | Chou Ting Ting Camila Macaya  | Angela Hormiga Liceth Sanchez      |
| Damendoppel  | Katherine Winder Luz María Zornoza | Chou Ting Ting Camila Macaya  | Tamara Perez Victoria Perez        |
| Mixed        | Andrés Corpancho Daniela Macías    | Esteban Mujica Chou Ting Ting | Sebastián Macias Luz María Zornoza |
| Mixed        | Andrés Corpancho Daniela Macías    | Esteban Mujica Chou Ting Ting | José Guevara Camila Garcia         |
| Mannschaft   | Peru                               | Chile                         | Argentinien                        |

## Teams
| Platz | Team        | Pld | W | L | MF | MA | MD  | GF | GA | GD  | PF  | PA  | PD   | Pts | Qualifikation |
| ----- | ----------- | --- | - | - | -- | -- | --- | -- | -- | --- | --- | --- | ---- | --- | ------------- |
| 1     | Peru        | 3   | 3 | 0 | 14 | 1  | +13 | 25 | 2  | +23 | 558 | 300 | +258 | 3   | Champion      |
| 2     | Chile       | 3   | 2 | 1 | 10 | 5  | +5  | 16 | 12 | +4  | 491 | 458 | +33  | 2   | Finalist      |
| 3     | Argentinien | 3   | 1 | 2 | 6  | 9  | −3  | 8  | 19 | −11 | 371 | 507 | −136 | 1   | Bronze        |
| 4     | Kolumbien   | 3   | 0 | 3 | 0  | 15 | −15 | 1  | 17 | −16 | 222 | 377 | −155 | 0   | 4.            |